# Bernhard Böhle

Bernhard Böhle, 1911

Bernhard Böhle (* 2. März 1866 in Unteröwisheim; † 22. Februar 1939 in Sasbachwalden) war Schuhmacher, Kaufmann und Mitglied des Deutschen Reichstags.

## Leben
Böhle besuchte die Volksschule in Unteröwisheim, erlernte das Schuhmacherhandwerk und bereiste einen Teil Deutschlands. 1888 kam er nach Straßburg und gründete dort 1891 ein Zigarren- und Pfeifengeschäft. Von 1896 bis 1908 war er Mitglied des Gemeinderats der Stadt Straßburg. Weiter war er Mitglied des Bezirkstags für Unterelsaß seit 1896 und Mitglied der II. Kammer des elsaß-lothringischen Landtags seit der Landtagswahl 1911.
Von 1907 bis 1918 war er Mitglied des Deutschen Reichstags für den Wahlkreis Reichsland Elsaß-Lothringen 8 Straßburg-Stadt und die SPD. Er setzte sich in seinem Wahlkreis unter anderem gegen den liberalen Kandidaten Karl Burger durch.